# Rejon kluczewski
Rejon kluczewski (ros. Ключевский район) – rejon na terenie wchodzącego w skład Rosji syberyjskiego Kraju Ałtajskiego
Rejon leży w zachodniej części Kraju Ałtajskiego i ma powierzchnię 3043 km². Na jego obszarze żyje ok. 20,7 tys. osób; całość populacji stanowi ludność wiejska, gdyż w skład tej jednostki podziału terytorialnego nie wchodzi żadne miasto. Ludność rejonu zamieszkuje w 21 wsiach.
Ośrodkiem administracyjnym rejonu jest wieś Kluczy.
Rejon został utworzony w 1928 r.